# Романенко, Александр Алексеевич (политик)
Алекса́ндр Алексе́евич Романе́нко (род. 12 июня 1959, г. Горняк, Алтайский край) — российский политический деятель. Председатель Алтайского краевого Законодательного Собрания с 22 сентября 2016 года. Член партии «Единая Россия».

## Биография
В 1982 году он окончил Алтайский политехнический институт по специальности «Автомобили и автомобильное хозяйство». Далее работал механиком, заведующим гаражом в Павловском районе.
В 1984-1988 годах Александр Романенко работал в Павловском районном комитете ВЛКСМ, был первым секретарём организации. В 1988 году был избран директором совхоза «Павловский».
В 1993-2004 годах Романенко работал гендиректором сельскохозяйственного предприятия «Колыванское» Павловского района. В 2000 году избрался депутатом Алтайского краевого совета народных депутатов. Стал заместителем председателя комитета по агропромышленному комплексу и природопользованию.
В 2004 году  избран председателем комитета по бюджету, налоговой и кредитной политике АКСНД, в 2008 году — председателем комитета по бюджету, налоговой и кредитной политике ЗакСобрания.
Избран секретарём Алтайского регионального отделения партии «Единая Россия». В 2016 году после очередных выборов в региональный парламент стал председателем Алтайского краевого Законодательного Собрания.